# Liste von Terroranschlägen in Kamerun
Die Liste von Terroranschlägen in Kamerun beinhaltet eine Übersicht über in Kamerun verübte Terroranschläge.

## Erläuterung
In der Spalte Politische Ausrichtung ist die politische bzw. weltanschauliche Einordnung der Täter angegeben: faschistisch, rassistisch, nationalistisch, nationalsozialistisch, sozialistisch, kommunistisch, antiimperialistisch, islamistisch (schiitisch, sunnitisch, deobandisch, salafistisch, wahhabitisch), hinduistisch. Bei vorrangig auf staatliche Unabhängigkeit oder Autonomie zielender Ausrichtung ist autonomistisch vorangestellt, gefolgt von der Region oder der Volksgruppe und ggf. weiteren Merkmalen der Täter: armenisch, irisch (katholisch), kurdisch, tirolisch, tschetschenisch, dagestanisch, punjabisch (sikhistisch), palästinensisch.
Die Opferzahlen der Anschläge werden farbig dargestellt:

Die Zahl bei den Anschlägen getöteter/verletzter Täter ist in Klammern ( ) gesetzt.

## 2007
| Datum/Beginn      | Ort               | Artikel/Quelle(n) | Täter | Politische Ausrichtung | Mittel       | Ziel     | Tote     | Verletzte | Hintergrund |
| ----------------- | ----------------- | ----------------- | ----- | ---------------------- | ------------ | -------- | -------- | --------- | ----------- |
| 12. November 2007 | Bakassi-Halbinsel | [ 1 ]             |       |                        | Schusswaffen | Soldaten | 21 (+10) |           |             |

## 2014
| Datum/Beginn       | Ort          | Artikel/Quelle(n) | Täter      | Politische Ausrichtung     | Mittel                     | Ziel       | Tote | Verletzte | Hintergrund                 |
| ------------------ | ------------ | ----------------- | ---------- | -------------------------- | -------------------------- | ---------- | ---- | --------- | --------------------------- |
| 21. September 2014 | Extrême-Nord | [ 2 ]             | Boko Haram | wahhabitisch, islamistisch | Schusswaffen               | Markt      | 20   |           | Scharia-Konflikt in Nigeria |
| 15. Oktober 2014   | Extrême-Nord | [ 3 ]             | Boko Haram | wahhabitisch, islamistisch | Stichwaffen, Brandstiftung | Dorf       | 30   |           | Scharia-Konflikt in Nigeria |
| 26. Dezember 2014  | Extrême-Nord | [ 4 ]             | Boko Haram | wahhabitisch, islamistisch | Brandstiftung              | Dorf       | 23   |           | Scharia-Konflikt in Nigeria |
| 29. Dezember 2014  | Extrême-Nord | [ 5 ]             | Boko Haram | wahhabitisch, islamistisch |                            | Zivilisten | 30   |           | Scharia-Konflikt in Nigeria |

## 2015
| Datum/Beginn       | Ort          | Artikel/Quelle(n) | Täter      | Politische Ausrichtung     | Mittel                                 | Ziel                                 | Tote     | Verletzte | Hintergrund                 |
| ------------------ | ------------ | ----------------- | ---------- | -------------------------- | -------------------------------------- | ------------------------------------ | -------- | --------- | --------------------------- |
| 04. Februar 2015   | Fotokol      | [ 6 ]             | Boko Haram | wahhabitisch, islamistisch | Schuss- und Stichwaffen, Brandstiftung | Dorf, Moscheen, Soldaten             | 94 (+50) |           | Scharia-Konflikt in Nigeria |
| 22. Juli 2015      | Maroua       | [ 7 ] [ 8 ]       | Boko Haram | wahhabitisch, islamistisch | 2 Selbstmordattentäter                 | Märkte                               | 11 (+2)  | 32        | Scharia-Konflikt in Nigeria |
| 25. Juli 2015      | Maroua       | [ 9 ]             | Boko Haram | wahhabitisch, islamistisch | Selbstmordattentäter                   | Bar                                  | 21 (+1)  | 67        | Scharia-Konflikt in Nigeria |
| 23. August 2015    | Extrême-Nord | [ 10 ]            | Boko Haram | wahhabitisch, islamistisch | Entführung                             | Zivilisten                           |          | 27        | Scharia-Konflikt in Nigeria |
| 03. September 2015 | Extrême-Nord | [ 11 ] [ 12 ]     | Boko Haram | wahhabitisch, islamistisch | 2 Selbstmordattentäter                 | Markt, Militärstützpunkt, Zivilisten | 42 (+2)  | 143       | Scharia-Konflikt in Nigeria |
| 20. September 2015 | Mora         | [ 13 ]            | Boko Haram | wahhabitisch, islamistisch | 2 Selbstmordattentäterinnen            | Kontrollpunkt, Zivilisten            | 3 (+2)   | 29        | Scharia-Konflikt in Nigeria |
| 11. Oktober 2015   | Extrême-Nord | [ 14 ]            | Boko Haram | wahhabitisch, islamistisch | 2 Selbstmordattentäterinnen            | Restaurant                           | 9 (+2)   | 29        | Scharia-Konflikt in Nigeria |
| 09. November 2015  | Fotokol      | [ 15 ]            | Boko Haram | wahhabitisch, islamistisch | 2 Selbstmordattentäterinnen            | Flüchtlinge, Moschee, Zivilisten     | 3 (+2)   | 20        | Scharia-Konflikt in Nigeria |
| 11. Dezember 2015  | Kolofata     | [ 16 ]            | Boko Haram | wahhabitisch, islamistisch | Selbstmordattentäter                   | Stadion, Zivilisten                  | 7 (+1)   | 22        | Scharia-Konflikt in Nigeria |

## 2016
| Datum/Beginn     | Ort          | Artikel/Quelle(n)    | Täter      | Politische Ausrichtung     | Mittel                            | Ziel              | Tote    | Verletzte | Hintergrund                 |
| ---------------- | ------------ | -------------------- | ---------- | -------------------------- | --------------------------------- | ----------------- | ------- | --------- | --------------------------- |
| 25. Januar 2016  | Extrême-Nord | [ 17 ] [ 18 ] [ 19 ] | Boko Haram | wahhabitisch, islamistisch | 4 Selbstmordattentäter            | Markt, Zivilisten | 32 (+4) | 86        | Scharia-Konflikt in Nigeria |
| 10. Februar 2016 | Extrême-Nord | [ 20 ]               | Boko Haram | wahhabitisch, islamistisch | 2 Selbstmordattentäterinnen       | Beerdigung        | 6 (+2)  | 31        | Scharia-Konflikt in Nigeria |
| 19. Februar 2016 | Meme         | [ 21 ]               | Boko Haram | wahhabitisch, islamistisch | 2 Selbstmordattentäter            | Markt             | 24 (+2) | 112       | Scharia-Konflikt in Nigeria |
| 06. Juni 2016    | Extrême-Nord | [ 22 ]               | Boko Haram | wahhabitisch, islamistisch | Entführung                        | Fischer           | 52      | 0         | Scharia-Konflikt in Nigeria |
| 21. August 2016  | Mora         | [ 23 ]               | Boko Haram | wahhabitisch, islamistisch | Selbstmordattentäter auf Motorrad | Markt             | 3 (+1)  | 24        | Scharia-Konflikt in Nigeria |

## 2017
| Datum/Beginn      | Ort          | Artikel/Quelle(n) | Täter                 | Politische Ausrichtung     | Mittel                                                | Ziel       | Tote    | Verletzte | Hintergrund                 |
| ----------------- | ------------ | ----------------- | --------------------- | -------------------------- | ----------------------------------------------------- | ---------- | ------- | --------- | --------------------------- |
| 08. April 2017    | Kolofata     | [ 24 ]            | Boko Haram            | wahhabitisch, islamistisch | Selbstmordattentäter                                  | Zivilisten | 4 (+1)  | 23        | Scharia-Konflikt in Nigeria |
| 08. April 2017    | Kolofata     | [ 25 ]            | Boko Haram            | wahhabitisch, islamistisch | Selbstmordattentäter                                  | Zivilisten | 4 (+1)  | 23        | Scharia-Konflikt in Nigeria |
| 12. Juli 2017     | Extrême-Nord | [ 26 ]            | Boko Haram            | wahhabitisch, islamistisch | 2 Selbstmordattentäter                                | Markt      | 12 (+2) | 40+       | Scharia-Konflikt in Nigeria |
| 25. August 2017   | Extrême-Nord | [ 27 ]            | Boko Haram            | wahhabitisch, islamistisch | Automatische Schusswaffen, Brandstiftung, Geiselnahme | Dorf       | 15      | 30        | Scharia-Konflikt in Nigeria |
| 20. November 2017 | Kolofata     | [ 28 ]            | Boko Haram            | wahhabitisch, islamistisch | Selbstmordattentäter                                  | Markt      | 2 (+1)  | 20        | Scharia-Konflikt in Nigeria |
| 31. Dezember 2017 | Extrême-Nord | [ 29 ]            | vermutlich Boko Haram | wahhabitisch, islamistisch | Selbstmordattentäterin                                | Café       | 1 (+1)  | 28        | Scharia-Konflikt in Nigeria |

## 2018
| Datum/Beginn      | Ort          | Artikel/Quelle(n) | Täter      | Politische Ausrichtung     | Mittel                                              | Ziel    | Tote    | Verletzte | Hintergrund                 |
| ----------------- | ------------ | ----------------- | ---------- | -------------------------- | --------------------------------------------------- | ------- | ------- | --------- | --------------------------- |
| 05. Mai 2018      | Extrême-Nord | [ 30 ] [ 31 ]     | Boko Haram | wahhabitisch, islamistisch | 2 Selbstmordattentäter, Schusswaffen, Brandstiftung | Moschee | 12 (+7) | 20        | Scharia-Konflikt in Nigeria |
| 28. November 2018 | Extrême-Nord | [ 32 ] [ 33 ]     | Boko Haram | wahhabitisch, islamistisch | 2 Selbstmordattentäterinnen                         | Markt   | 0 (+2)  | 29        | Scharia-Konflikt in Nigeria |

## 2019
| Datum/Beginn      | Ort          | Artikel/Quelle(n) | Täter        | Politische Ausrichtung     | Mittel                      | Ziel                                    | Tote     | Verletzte | Hintergrund                 |
| ----------------- | ------------ | ----------------- | ------------ | -------------------------- | --------------------------- | --------------------------------------- | -------- | --------- | --------------------------- |
| 20. März 2019     | Buea         | [ 34 ]            | Separatisten | autonomistisch             | Schusswaffen, Entführung    | Studenten                               | 0        | 20        | Ambazonien-Konflikt         |
| 19. Mai 2019      | Maroua       | [ 35 ]            | Boko Haram   | wahhabitisch, islamistisch | Granate                     | Zivilisten                              | 1        | 28        | Scharia-Konflikt in Nigeria |
| 09. Juni 2019     | Diamaré      | [ 36 ] [ 37 ]     | Boko Haram   | wahhabitisch, islamistisch | Raketenwerfer, Schusswaffen | Militärstellungen, Soldaten, Zivilisten | 37 (+64) | 9         | Scharia-Konflikt in Nigeria |
| 22. Dezember 2019 | Extrême-Nord | [ 38 ]            | Boko Haram   | wahhabitisch, islamistisch | Messer, Entführung          | Fischer                                 | 50       | 0         | Scharia-Konflikt in Nigeria |

## 2020
| Datum/Beginn     | Ort        | Artikel/Quelle(n) | Täter        | Politische Ausrichtung | Mittel       | Ziel       | Tote | Verletzte | Hintergrund         |
| ---------------- | ---------- | ----------------- | ------------ | ---------------------- | ------------ | ---------- | ---- | --------- | ------------------- |
| 14. Februar 2020 | Nord-Ouest | [ 39 ]            |              |                        | Schusswaffen | Dorf       | 22   |           | Ambazonien-Konflikt |
| 02. Juli 2020    | Yaoundé    | [ 40 ]            | Separatisten | autonomistisch         | Sprengsatz   | Zivilisten | 0    | 20        | Ambazonien-Konflikt |

## 2022
| Datum/Beginn  | Ort       | Artikel/Quelle(n) | Täter                   | Politische Ausrichtung | Mittel                      | Ziel       | Tote | Verletzte | Hintergrund         |
| ------------- | --------- | ----------------- | ----------------------- | ---------------------- | --------------------------- | ---------- | ---- | --------- | ------------------- |
| 29. Mai 2022  | Sud-Ouest | [ 41 ]            | Ambazonien-Separatisten | autonomistisch         | Schusswaffen                | Dorf       | 24   | 62        | Ambazonien-Konflikt |
| 22. Juni 2022 | Sud-Ouest | [ 42 ]            | Ambazonien-Separatisten | autonomistisch         | Schusswaffen                | Zivilisten | 30   |           | Ambazonien-Konflikt |
| 25. Juni 2022 | Sud-Ouest | [ 43 ]            | Ambazonien-Separatisten | autonomistisch         | Schusswaffen, Brandstiftung | Zivilisten | 32   |           | Ambazonien-Konflikt |

## 2023
| Datum/Beginn      | Ort     | Artikel/Quelle(n) | Täter  | Politische Ausrichtung | Mittel                     | Ziel                        | Tote | Verletzte | Hintergrund |                     |
| ----------------- | ------- | ----------------- | ------ | ---------------------- | -------------------------- | --------------------------- | ---- | --------- | ----------- | ------------------- |
| 06. November 2023 | Kamerun | Mamfe             | [ 44 ] | Tigers of Ambazonia    | ambazonisch-autonomistisch | Schusswaffen, Brandstiftung | Dorf | 30+       |             | Ambazonien-Konflikt |